# Mariene ecoregio Trindade en Martim Vaz
De Mariene ecoregio Trindade en Martim Vaz (77) (Engels: Trindade and Martin Vaz Islands marine ecoregion) is een biogeografische regio en ligt in het zuidwesten van de Atlantische Oceaan in de Mariene provincie Tropische Zuidwestelijke Atlantische Oceaan (14) in het Marien rijk Tropische Atlantische Oceaan. De mariene ecoregio is vastgesteld door het World Wide Fund for Nature en The Nature Conservancy en is vernoemd naar de eilandengroep Trindade en Martim Vaz.
In het westen grenst het gebied aan de mariene ecoregio Oostelijk Brazilië (76).

## Geografie
De mariene ecoregio ligt in het zuidwesten van de Atlantische Oceaan rond de eilandengroep Trindade en Martim Vaz, onderdeel van Brazilië.
Door het gebied stroomt de Braziliëstroom, onderdeel van de Zuid-Atlantische gyre.

## Biogeografie
Het gebied kent zeeleven dat houdt van tropische temperaturen.